# Parvithracia ampla
Parvithracia ampla är en musselart som beskrevs av B.A. Marshall 2002. Parvithracia ampla ingår i släktet Parvithracia och familjen Thraciidae. Inga underarter finns listade i Catalogue of Life.